# ارس شامی
ارس شامی (نام علمی: Juniperus drupacea) نام یک گونه از سرده ارس است.